# Gåbdåjaure
Gåbdåjaure är en sjö i Arjeplogs kommun i Lappland och ingår i Piteälvens huvudavrinningsområde. Sjön har en area på 0,963 kvadratkilometer och ligger 375 meter över havet.

## Delavrinningsområde
Gåbdåjaure ingår i det delavrinningsområde (732837-163145) som SMHI kallar för Utloppet av Antajaure. Medelhöjden är 393 meter över havet och ytan är 8,56 kvadratkilometer. Det finns ett avrinningsområde uppströms, och räknas det in blir den ackumulerade arean 29,35 kvadratkilometer. Vattendraget som avvattnar avrinningsområdet har biflödesordning 4, vilket innebär att vattnet flödar genom totalt 4 vattendrag innan det når havet efter 193 kilometer. Avrinningsområdet består mestadels av skog (68 procent). Avrinningsområdet har 1,67 kvadratkilometer vattenytor vilket ger det en sjöprocent på 19,5 procent.